# Otto von Lossow
Otto von Lossow, né le 15 janvier 1868 à Hof et mort le 25 novembre 1938, fut un officier dans l'armée bavaroise et dans l'armée allemande. Il a joué un rôle de premier plan lors du putsch de la Brasserie, le coup d'État dirigé par Adolf Hitler et le parti nazi en novembre 1923.

## Carrière militaire
Otto von Lossow voit le jour à Hof dans le royaume de Bavière. Il s'enrôle dans l'armée bavaroise en 1888 et s'instruit pour devenir officier d'état-major. Il sert dans le contingent allemand envoyé en Chine lors de la révolte des Boxers mais la guerre se termine avant qu'il ait été engagé. De 1910 à 1912, il est instructeur de la mission militaire allemande auprès de l'armée ottomane. Juste avant la Première Guerre mondiale, il est lieutenant-colonel et officier d'état-major sans mission spécifique. Lors de la mobilisation en 1914, il est nommé au poste de chef d'état-major du 2e corps de réserve bavarois.

## Carrière diplomatique
Il occupe ce poste jusqu'en juillet 1915, il devient alors attaché militaire à Constantinople dans l'empire Ottoman. Sa tâche est d'assister l'armée ottomane et la mission militaire allemande dans la planification de la réponse aux débarquements alliés à Gallipoli. Il demeure dans l'empire ottoman jusqu'à la fin de la guerre, il y devient attaché militaire allemand à Constantinople. Malgré ce titre, il est le subalterne de nombreux officiers allemands dans l'empire ottoman qui conseillent et commandent des formations militaires ottomanes. 
Otto von Lossow, en poste à Constantinople, est le principal négociateur allemand, doté des pleins pouvoirs à partir du 29 avril 1918, pour les accords de paix entre les puissances centrales et les nouveaux États mis en place dans le Caucase au début de l'année 1918. À ce titre, il doit composer avec les exigences politiques et économiques formulées par les représentants ottomans au sujet de la réalité de la présence turque dans l'ancien Caucase russe. Il mène ainsi des pourparlers parallèles et conjoints avec les hommes politiques turcs et des nouveaux États du Caucase, Géorgie, république caucasienne, tout en suggérant la politique que doit mener, à son avis, le Reich dans la région devant les atermoiements ottomans. Le Reich doit partager avec la Turquie son influence politique acquise dans le Caucase, tout en contrôlant économiquement les nouveaux États caucasiens.

## Après le conflit
En 1919, Lossow est général dans l'armée de transition qui deviendra la Reichswehr, l'armée de 100 000 hommes permise par le traité de Versailles.  Il est commandant de l'école d'infanterie de 1920 à 1923.  Le 1er janvier 1923, il devient commandant de la région militaire Wehrkreis VII qui couvre la Bavière.  Il est à ce poste lors du putsch de la Brasserie, il est remplacé en mars 1924.